# Infedele (album)
Infedele è il terzo album in studio del cantautore italiano Colapesce, pubblicato nel 2017.

## Il disco
L'album è stato annunciato il 22 settembre 2017, in contemporanea alla pubblicazione del videoclip del secondo singolo estratto dall'album, Totale. In una scena del video si vede scritto su una torta "Infedele 27/10/17" con rimando alla data di uscita. È stato prodotto da Mario Conte e Iosonouncane e registrato tra Milano e Bologna. Riguardo al testo di Pantalica, traccia di apertura dell'album, Colapesce ha detto, intervistato da Rockit.it:
Pantalica è infatti un sito archeologico in provincia di Siracusa, che come affermato da Colapesce nella stessa intervista:
Il testo di Totale, secondo singolo estratto dall'album, invece, è stato scritto insieme ad Antonio Dimartino, ed era inizialmente stato scritto per Luca Carboni, ma alla fine Colapesce lo utilizzò per l'album Infedele.
Il tour dell'album è stato ripercorso con un libro fotografico intitolato Colapesce & Infedele Orchestra, composto da 90 scatti a cura di Simone Cargnoni che ha immortalato i concerti, i momenti nei backstage e gli spostamenti tra le varie date.

## Tracce
1. Pantalica – 4:34
2. Ti attraverso – 3:41
3. Totale – 3:29
4. Vasco da Gama – 4:34
5. Decadenza e panna – 3:10
6. Maometto a Milano – 2:57
7. Compleanno – 5:24
8. Sospesi – 4:03